# Fitotoxina

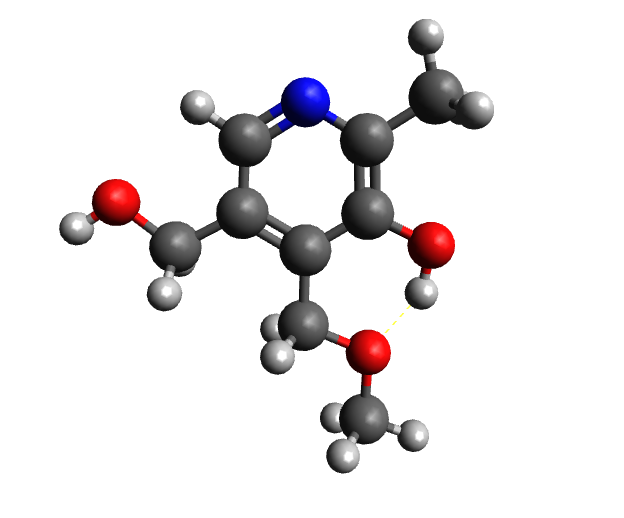
Estructura 3D de la ginkgotoxina, presente en el Ginkgo biloba.

Fitotoxinas es un término global que hace referencia a todas aquellas sustancias (conocidas como sustancias fitotóxicas) que son inhibidoras del crecimiento o venenosas para las plantas. Las sustancias fitotóxicas pueden ser el resultado de la actividad humana, como ocurre con los herbicidas, o pueden ser producidas por las propias plantas, por microorganismos o por reacciones químicas naturales. Un buen suelo protegerá a las plantas de las concentraciones tóxicas de tales sustancias mediante la ventilación de gases, la descomposición o la adsorción de toxinas orgánicas, o la supresión de los organismos productores de las mismas.
El término también se utiliza a veces, por el contrario, para describir los productos químicos tóxicos producidos por las propias plantas, que funcionan como agentes defensivos contra sus depredadores. La mayoría de los ejemplos relacionados con esta definición de fitotoxina son miembros de diversas clases de metabolitos secundarios, incluidos los alcaloides, los terpenos y especialmente los fenoles, aunque no todos estos compuestos son tóxicos o tienen fines defensivos. Las fitotoxinas también pueden ser tóxicas para los humanos.

## Toxinas producidas por las plantas

### Alcaloides
Los alcaloides se derivan de aminoácidos y contienen nitrógeno. [5] Son médicamente importantes al interferir con los componentes del sistema nervioso que afectan el transporte de la membrana, la síntesis de proteínas y las actividades enzimáticas. Por lo general, tienen un sabor amargo. Los alcaloides generalmente terminan en -ina (cafeína, nicotina, cocaína, morfina, efedrina).

### Terpenos
Los terpenos están constituidos por lípidos insolubles en agua y sintetizados a partir de acetil-CoA o intermedios básicos de la glucólisis [6]. A menudo terminan en -ol (mentol) y comprenden la mayoría de los aceites esenciales de plantas.
- Los monoterpenos se encuentran en las gimnospermas y se acumulan en los conductos de resina y tal vez se liberan cuando un insecto comienza a alimentarse para atraer a los enemigos naturales del insecto.
- Los sesquiterpenos son de sabor amargo para los humanos y se encuentran en los pelos glandulares o los pigmentos subdérmicos.
- Los diterpenos están contenidos en resina y bloquean y evitan la alimentación de insectos. El Taxol, un importante medicamento contra el cáncer se encuentra en este grupo.
- Los triterpenos imitan a la hormona ecdisona de los insectos, lo que altera la muda y el desarrollo, y con frecuencia es letal. Por lo general se encuentran en los cítricos, y producen una sustancia amarga llamada limonoide que disuade la alimentación de los insectos.
- Los glucósidos están compuestos de uno o más azúcares combinados con una aglicona no azucarada, que generalmente determina el nivel de toxicidad. Los glucósidos cianogénicos se encuentran en muchas semillas de plantas como las cerezas, las manzanas y las ciruelas. Los glucósidos cianogénicos producen cianuro y son extremadamente venenosos. Los cardenólidos tienen un sabor amargo e influyen en el corazón humano, pueden ralentizar o fortalecer la frecuencia cardíaca. Las saponinas tienen componentes solubles en lípidos y agua con propiedades detergentes. Las saponinas forman complejos con esteroles e interfieren con su absorción.

### Fenoles
Los compuestos fenólicos están compuestos por un grupo hidroxilo unido a un hidrocarburo aromático. La furanocumarina es fenólica y no es tóxica hasta que se activa por la luz. La furanocumarina bloquea la transcripción y reparación del ADN. Los taninos son otro grupo de compuestos fenólicos importantes en el curtido del cuero. Las ligninas, también un grupo de compuestos fenólicos, son los compuestos más comunes en la Tierra y ayudan a conducir el agua en los tallos de las plantas y rellenar espacios en la célula.

## Sustancias tóxicas para las plantas

### Herbicidas
Los herbicidas usualmente interfieren con el crecimiento de las plantas y con frecuencia imitan a las hormonas vegetales.
- Los inhibidores de la ACCasa matan las hierbas e inhiben el primer paso en la síntesis de lípidos, la acetil-CoA carboxilasa, lo que afecta la creación de la membrana celular en los meristemos. No afectan a las plantas de dicotiledóneas.[5]
- Los inhibidores del ALS afectan a los pastos y las dicotiledóneas al inhibir el primer paso en la síntesis de algunos aminoácidos, la síntesis del acetolactato. Las plantas se ven privadas lentamente de estos aminoácidos y finalmente se detiene la síntesis de ADN.
- Los inhibidores del ESPS afectan a los pastos y las dicotiledóneas al inhibir el primer paso en la síntesis de la enzima triptófano, fenilalanina y tirosina.
- Los inhibidores del fotosistema II reducen el flujo de electrones del agua al NADPH2+, lo que provoca que los electrones se acumulen en las moléculas de clorofila y que se produzca un exceso de oxidación. La planta eventualmente morirá.
- La auxina sintética imita las hormonas vegetales y puede afectar la membrana celular de la planta.

### Fitotoxinas bacterianas
- La tabtoxina es producida por la Pseudomonas syringae pv. tabaci que puede causar la acumulación de concentraciones tóxicas de amoniaco. Esta acumulación de amoníaco causa clorosis de las hojas.[6]
- Los glucopéptidos son producidos por varias bacterias y se encuentran involucrados en el desarrollo de enfermedades. [8] Un glucopéptido de Corynebacterium sepedonicum causa marchitez rápida y necrosis marginal. Una toxina de Corynebacterium insidiosum provoca la obstrucción del tallo de la planta que interfiere con el movimiento del agua entre las células. [8] Amylovorin es un polisacárido de Erwinia amylovora y causa marchitez en las plantas rosáceas. Un polisacárido de Xanthomonas campestris obstruye el flujo de agua a través del floema.
- La faseolotoxina es un tripéptido modificado [Nδ-(N'-sulfodiaminofosfinil)-ornitil-alanil-homoarginina] producido por ciertas cepas de Pseudomonas syringae pv. phaseolicola, Pseudomonas syringae pv. actinidiae y cepa CFBP 3388 de Pseudomonas syringae pv. syringae.[7][8][9] La faseolotoxina es un inhibidor reversible de la enzima ornitina carbamoiltransferasa (OCTase; EC 2.1.3.3), que cataliza la formación de citrulina a partir de ornitina y carbamoilfosfato en la ruta biosintética de la arginina. La faseolotoxina es un inhibidor efectivo de la actividad de OCTasa de origen vegetal, mamífero y bacteriano y causa un requisito fenotípico para la arginina. Además, la faseolotoxina inhibe la enzima ornitina descarboxilasa (EC 4.1.1.17), que está involucrada en la biosíntesis de poliaminas.[10]
- La rizobiotoxina, producida por Rhizobium japonicum, hace que los nódulos de las raíces de algunas plantas de soja se vuelvan cloróticos.